# Komazawa-Sporthalle
Das Komazawa-Sporthalle ist eine Sporthalle im Olympiapark Komazawa in der japanischen Hauptstadt Tokio.
Im März 1962 begannen die Bauarbeiten der Komazawa-Sporthalle. Im März 1964 wurde die Halle fertiggestellt und eröffnet. Während der Olympischen Sommerspiele 1964 war die Halle Austragungsort der Wettkämpfe im Ringen und bot 3875 Zuschauern Platz.
1993 fand eine Renovierung und Erweiterung der Halle statt. Die Kapazität beträgt seither 3474 Sitzplätze. Zudem wurde die Halle um das 1,7-fache erweitert und im Untergeschoss befindet sich nun die Tokyo Olympic Memorial Gallery. Seit 2017 ist die Halle die Heimspielstätte des Basketballteams Alvark Tokyo.